# 川岩乡
川岩乡，是中华人民共和国湖南省永州市东安县下辖的一个乡镇级行政单位。

## 行政区划
川岩乡下辖以下地区：
湾塘村、豹虎岩村、松江村、岭芝村、半甸村、禾市村、川岩村、双井塘村、长冲村、榴星村、江田村、高亭子村、上界头村、下界头村、白牙水村和赤皮园村。